# Aechmea comata
Aechmea comata är en gräsväxtart som först beskrevs av Charles Gaudichaud-Beaupré, och fick sitt nu gällande namn av John Gilbert Baker. Aechmea comata ingår i släktet Aechmea och familjen Bromeliaceae. Inga underarter finns listade i Catalogue of Life.

## Bildgalleri

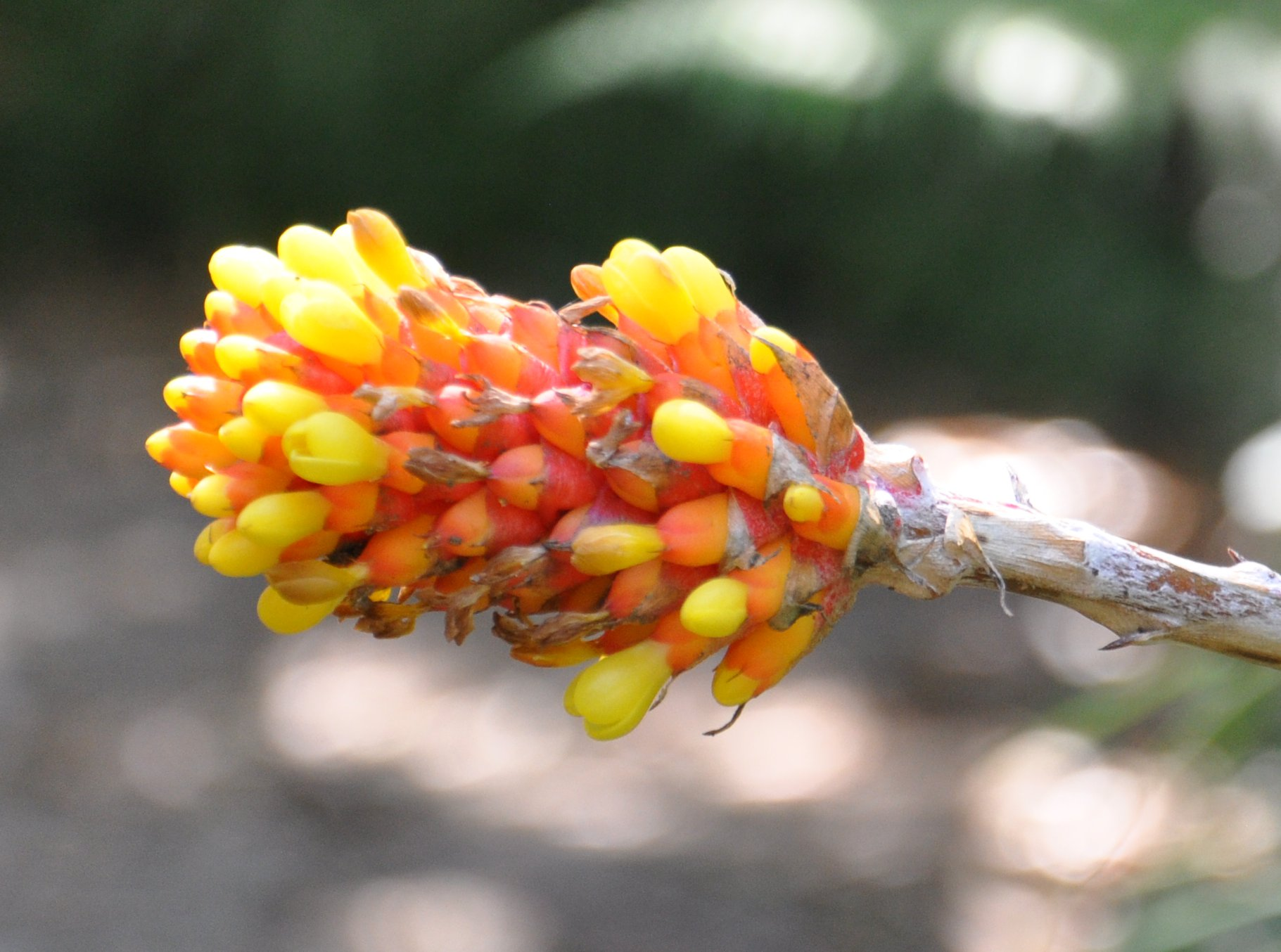